# Jim Pillen
James Douglas Pillen, detto Jim (Columbus, 31 dicembre 1955), è un politico statunitense, governatore del Nebraska dal 5 gennaio 2023.

## Biografia
Pillen è nato a Columbus, Nebraska, l'ultimo giorno del 1955 da Dale e Dorothy Pillen.
Ha conseguito una laurea in scienze animali all'Università del Nebraska e un dottorato di ricerca in veterinaria al Kansas State College.
Dal 1975 al 1978, Pillen ha giocato come difensore nella squadra di football dei Nebraska Cornhuskers con Tom Osborne.

## Carriera politica

### Carriera professionale
Pillen, di professione veterinario e imprenditore agricolo presso le aziende agricole di famiglia Pillen Family Farms, ha ricoperto la carica di presidente della Camera di Commercio di Columbus e quella di membro del University of Nebraska State Board of Regents dal 2013 al 2023, prima di lanciarsi in politica con il Partito Repubblicano.

### Governatore del Nebraska (2023- )
Nel 2022, Pillen annuncia la propria candidatura alle primarie repubblicane per decidere il candidato alla carica di Governatore del Nebraska, al fine di sostituire il Governatore in carica da 2 mandati Pete Ricketts.
Pillen, candidatosi da outsider, riceve da subito l'appoggio del Governatore uscente Pete Ricketts e della ex Governatrice Kay A. Orr e riesce sorprendentemente a vincere le elezioni primarie con il 33,75% dei voti, dopo aver rifiutato categoricamente qualsiasi dibattito con gli avversari alla nomination.
Una volta ottenuta la nomination, Pillen svolge la propria campagna elettorale contro la democratica Carol Blood insistendo molto sulla propria contrarietà al diritto d'aborto e sulla teoria critica della razza (CRT).
Pillen vince le elezioni governatoriali con il 59,9% dei voti contro la democratica Carol Blood, ferma al 36,1% e al libertario Scott Zimmerman al 4%.
Assume le funzioni di Governatore del Nebraska il 5 gennaio 2023.
Il 12 gennaio 2023, una settimana dopo aver assunto le funzioni di Governatore, Pillen nomina il predecessore Pete Ricketts alla posizione di senatore degli Stati Uniti d'America per il Nebraska, in sostituzione di Ben Sasse, dimessosi per assumere l'incarico di Presidente dell'Università della Florida.